# Palestine (Arkansas)
Palestine é uma cidade localizada no estado americano de Arkansas, no Condado de St. Francis.

## Demografia
Segundo o censo americano de 2000, a sua população era de 741 habitantes.
Em 2006, foi estimada uma população de 725, um decréscimo de 16 (-2.2%).

## Geografia
De acordo com o United States Census Bureau, a localidade tem uma área de 8,4 km², dos quais 8,3 km² cobertos por terra e 0,1 km² cobertos por água. Palestine localiza-se a aproximadamente 64 m acima do nível do mar.

## Localidades na vizinhança
O diagrama seguinte representa as localidades num raio de 24 km ao redor de Palestine.